# Kumla (gemeente)
Kumla is een Zweedse gemeente in de provincie Örebro län. Ze heeft een totale oppervlakte van 206,9 km² en telde 19.383 inwoners in 2004.

## Plaatsen
- Kumla (stad)
- Hällabrottet
- Åbytorp
- Sannahed
- Ekeby
- Kvarntorp
- Folkatorp
- Ekeby (deel van) en Hagaby (deel van)